# Campeonato de Irlanda de Ciclismo en Ruta

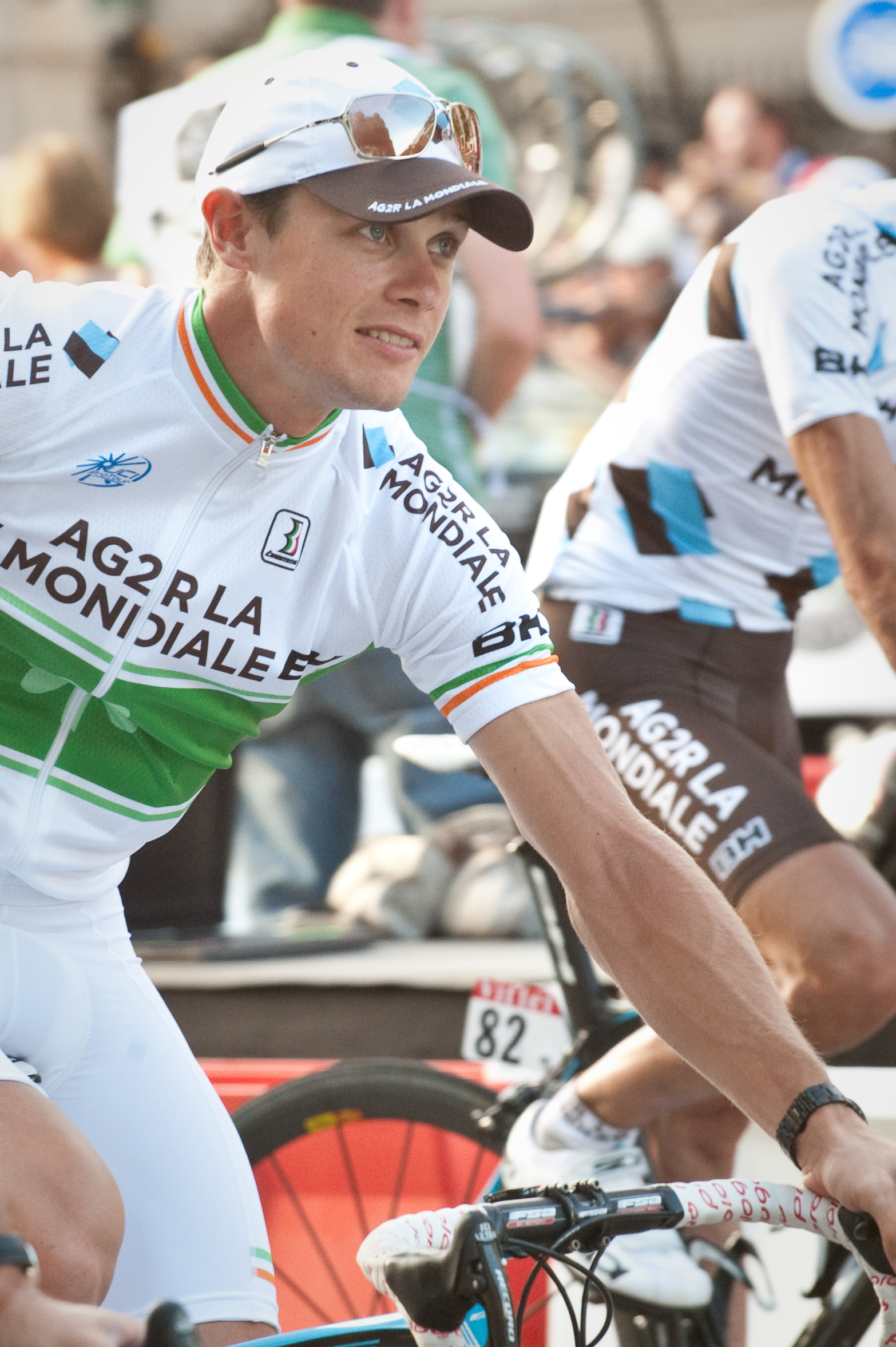
Nicolas Roche con el maillot de campeón de Irlanda.

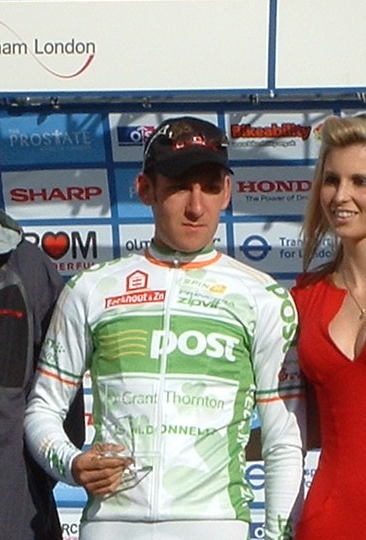
Matthew Brammeier vencedor en cuatro ocasiones.

El Campeonato de Irlanda de fondo en carretera es la carrera anual organizada para la otorgar el título de Campeón de Irlanda. El ganador tiene derecho a portar durante un año, el maillot con los colores de la bandera de Irlanda, en cualquier prueba en Ruta. 
Este campeonato se disputa desde 1996 ininterrumpidamente, además de los años 1971 y 1994.

## Palmarés
| Año  | Ganador           | Segundo                | Tercero             |
| 1953 | -                 | Seamus Elliott         | -                   |
| 1954 | Seamus Elliott    | -                      | -                   |
| 1971 | Liam Henry Horner | -                      | -                   |
| 1974 | Patrick McQuaid   | -                      | -                   |
| 1994 | Martin Earley     | Sean Kelly             | Joe Barr            |
| 1996 | Peter Daley       | Bill Moore             | Aidan Duff          |
| 1997 | Morgan Fox        | David McCann           | Raymond Clarke      |
| 1998 | Raymond Clarke    | David McCann           | Ian Chivers         |
| 1999 | Tommy Evans       | Brian Kenneally        | Mark Scanlon        |
| 2000 | David McCann      | Brian Kenneally        | Mark Scanlon        |
| 2001 | David McCann      | Mark Scanlon           | Patrick Moriarty    |
| 2002 | Mark Scanlon      | Ciaran Power           | Tommy Evans         |
| 2003 | Mark Scanlon      | David Lynch            | David O'Loughlin    |
| 2004 | David O'Loughlin  | David McCann           | Nicolas Roche       |
| 2005 | David O'Loughlin  | Mark Scanlon           | David McCann        |
| 2006 | David McCann      | Ciaran Power           | Paidi O'Brien       |
| 2007 | David O'Loughlin  | Paidi O'Brien          | Mark Cassidy        |
| 2008 | Daniel Martin     | Paidi O'Brien          | Brian Kenneally     |
| 2009 | Nicolas Roche     | David O'Loughlin       | Paidi O'Brien       |
| 2010 | Matthew Brammeier | Nicolas Roche          | Daniel Martin       |
| 2011 | Matthew Brammeier | Daniel Martin          | David McCann        |
| 2012 | Matthew Brammeier | Nicolas Roche          | Philip Lavery       |
| 2013 | Matthew Brammeier | Philip Lavery          | Damien Shaw         |
| 2014 | Ryan Mullen       | Sean Patrick Downey    | Paidi O'Brien       |
| 2015 | Damien Shaw       | Edward Dunbar          | Conor Dunne         |
| 2016 | Nicolas Roche     | Matthew Brammeier      | Michael O' Loughlin |
| 2017 | Ryan Mullen       | Christopher McGlinchey | Conor Dunne         |
| 2018 | Conor Dunne       | Darnell Moore          | Mark Downey         |
| 2019 | Sam Bennett       | Edward Dunbar          | Ryan Mullen         |
| 2020 | Ben Healy         | Nicolas Roche          | Darragh O’Mahony    |
| 2021 | Ryan Mullen       | Daire Feeley           | Conn McDunphy       |
| 2022 | Rory Townsend     | Cormac McGeough        | Ben Healy           |
| 2023 | Ben Healy         | Rory Townsend          | Sam Bennett         |
| 2024 | Darren Rafferty   | Dillon Corkery         | Rory Townsend       |
| 2025 | Rory Townsend     | Jamie Meehan           | Patrick Casey       |

## Estadísticas

### Más victorias
| Ciclista          | Victorias | Años                    |
| ----------------- | --------- | ----------------------- |
| Matthew Brammeier | 4         | 2010, 2011, 2012 y 2013 |
| David McCann      | 3         | 2001, 2002 y 2006       |
| David O'Loughlin  | 3         | 2004, 2005 y 2007       |
| Ryan Mullen       | 3         | 2014, 2017 y 2021       |
| Mark Scanlon      | 2         | 2002 y 2003             |
| Nicolas Roche     | 2         | 2009 y 2016             |
| Ben Healy         | 2         | 2020 y 2023             |
| Rory Townsend     | 2         | 2022 y 2025             |